# Jez Belo Monte
Jez Belo Monte (v preteklosti Kararaô) je velik hidroelektrični jez, ki ga trenutno gradijo na reki Xingu v provinci Para, Brazilija. Jez naj bi bil dokončan do leta 2019, cena izgradnje je ocenjena na 18,5 milijard ameriških dolarjev. Planirana kapaciteta hidroelektrarne bo 11 233 MW. Imel bo dvajset 550–611 MW francisovih turbin in sedem 25,9 MW kaplanovih turbin. Kapacitivnostni faktor je ocenjen na 39%. 